# Girls Just Wanna Have Fun/Bohemian Rhapsody EP
Girls Just Wanna Have Fun /Bohemian Rhapsody EP è un EP di Emilie Autumn, pubblicato in versione sia Digipak che standard il 22 settembre 2008 sotto l'etichetta Trisol Music Group.

## Tracce
1. Girls Just Wanna Have Fun (Robert Hazard) - 4:18
2. Bohemian Rhapsody (Freddie Mercury) - 5:33
3. Girls Just Wanna Have Fun (Robert Hazard, Harpsichord Rendezvous) - 4:09
4. Asleep (Live) (Morrissey, Johnny Marr) - 1:55
5. Mad Girl (Live) (Emilie Autumn) - 4:15
6. Girls Just Wanna Have Fun (Robert Hazard, Teatime Remix by EA) - 4:46
7. Girls Just Wanna Have Fun (Robert Hazard, Asylum Remix by Inkydust) - 5:01
8. Girls Just Wanna Have Fun (Robert Hazard, Bad Girl Remix by The Fire) - 4:16
9. Gentlemen Aren't Nice (Emilie Autumn) - 2:42